# Rejencja gdańska (1939–1945)

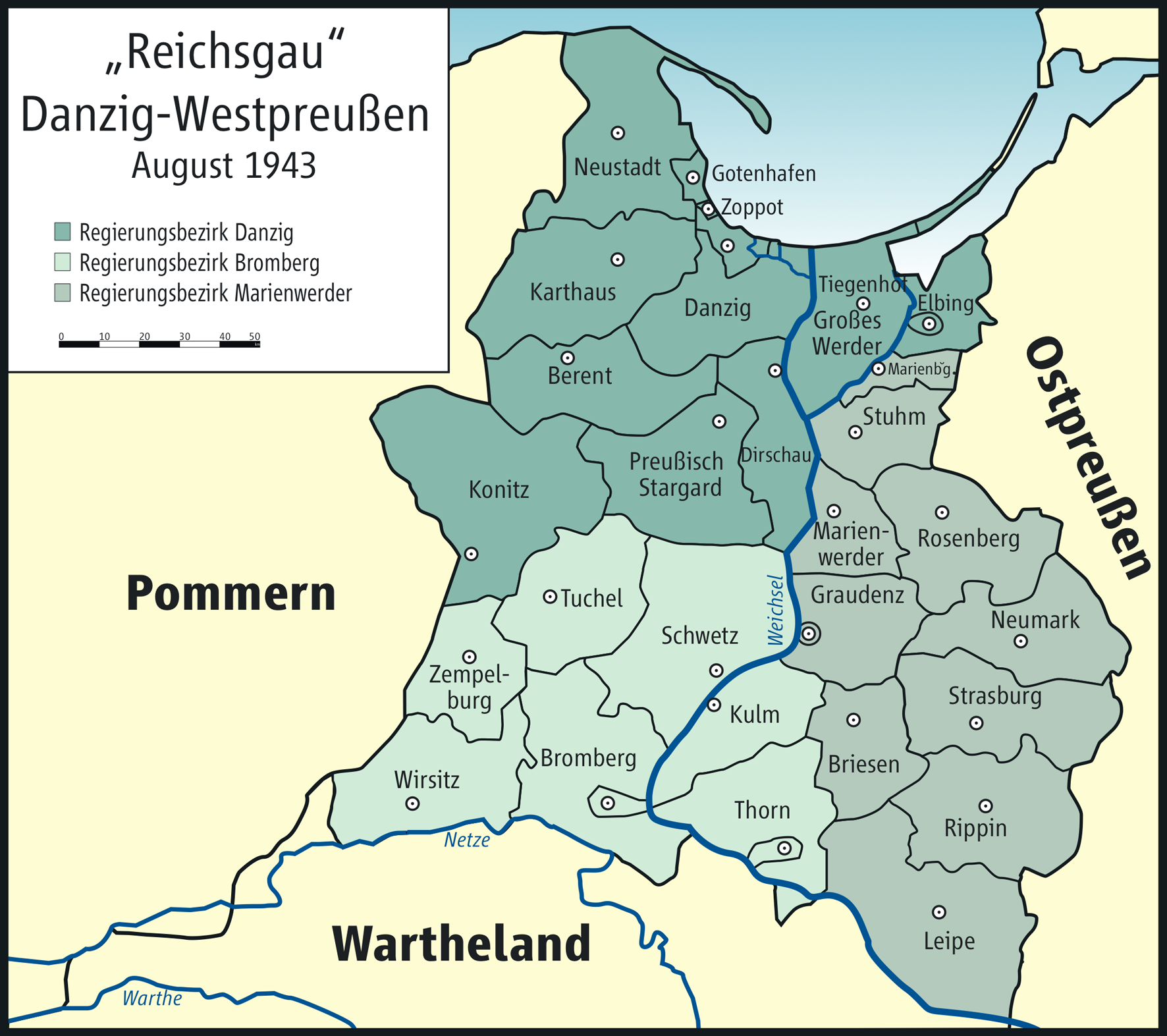
Mapa Okręgu Gdańsk-Prusy Zachodnie z powiatami i miastami powiatowymi

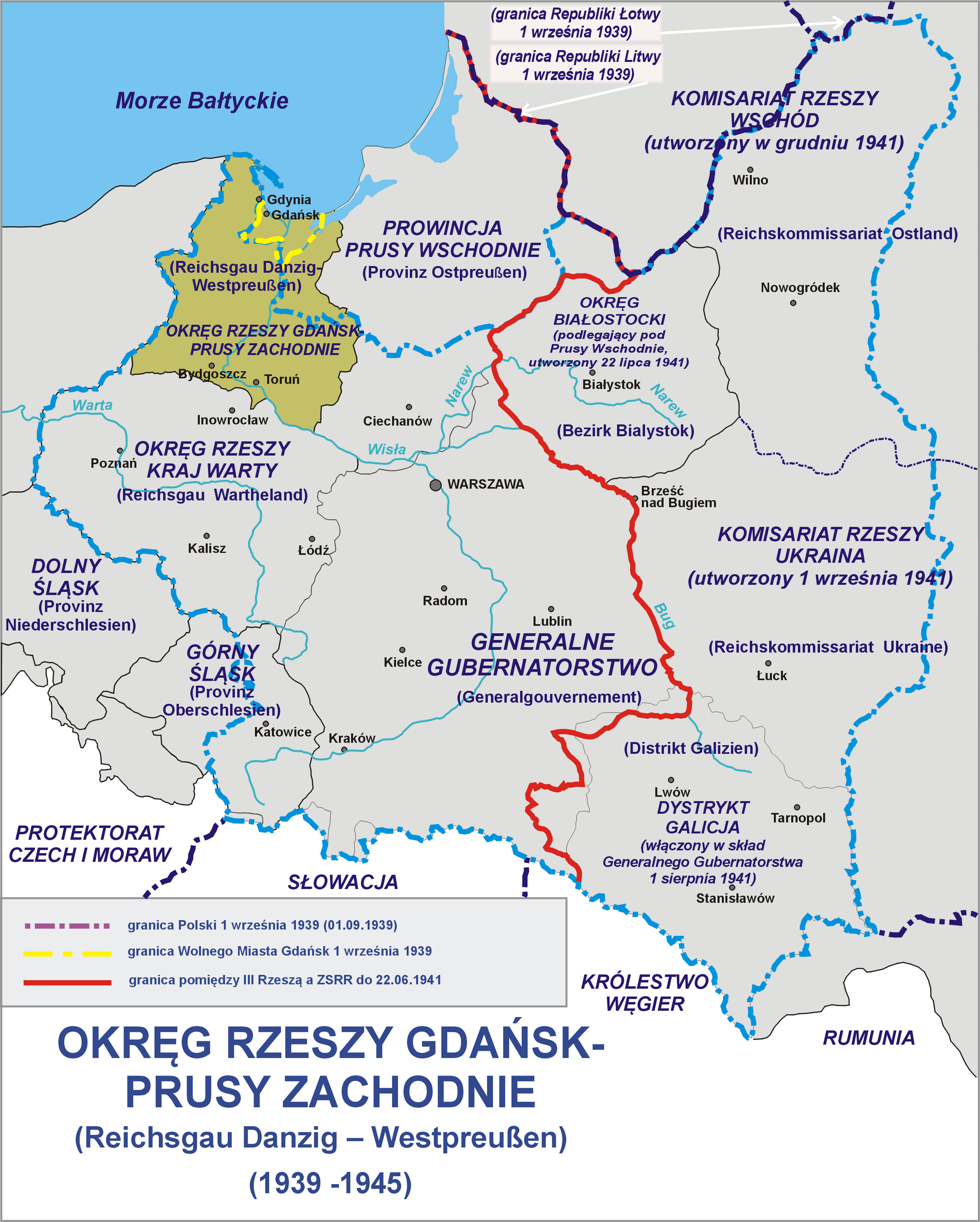
Położenie Okręgu Gdańsk-Prusy Zachodnie względem przedwojennych granic Polski

Rejencja gdańska (niem. Regierungsbezirk Danzig) – niemiecka jednostka administracyjna istniejąca w latach 1939–1945 jako jedna z rejencji Okręgu Gdańsk-Prusy Zachodnie.

## Historia
Rejencja powstała w 1939 r., po napaści na Polskę i objęła północne tereny województwa pomorskiego (południowe włączono do rejencji bydgoskiej), ziemie zlikwidowanego Wolnego Miasta Gdańska oraz powiat elbląski i miasto Elbląg. Została wyzwolona przez Armię Czerwoną i powróciła do przedwojennych jednostek polskiej administracji w 1945 r.

## Podział administracyjny

### Miasta wydzielone
- Danzig
- Elbing
- Gotenhafen
- Zoppot

### Powiaty
- Landkreis Berent (kościerski)
- Landkreis Danzig (gdański)
- Landkreis Dirschau (tczewski) – bez gminy Janowo
- Landkreis Elbing (elbląski)
- Landkreis Großes Werder (wielkożuławski z siedzibą w Tiegenhof)
- Landkreis Karthaus (kartuski)
- Landkreis Konitz (chojnicki)
- Landkreis Neustadt (wejherowski)
- Landkreis Preußisch Stargard (starogardzki)

## Wykaz miast (stan na 1 marca 1943)
Źródło: Statistischen Landesamt Danzig-Westpreussen (1944): Gemeinde- und Wohnplatzlexikon des Reichsgaus Danzig-Westpreussen (Bd. 1). Danzig: A. W. Kafemann.
| Herb | Miasto            | Nazwa niem. 1943   | Ludność 1943 | Rejencja 1943 | Powiat 1943                       | Państwo przed 1 IX 1939 |
| ---- | ----------------- | ------------------ | ------------ | ------------- | --------------------------------- | ----------------------- |
|      | Chojnice          | Konitz             | 17 886       | gdańska       | chojnicki (Konitz)                | Polska                  |
|      | Czersk            | Heiderode          | 8161         | gdańska       | chojnicki (Konitz)                | Polska                  |
|      | Elbląg            | Elbing             | 88 370       | gdańska       | Elbląg-Miasto (Elbing-Stadt)      | Niemcy                  |
|      | Gdańsk            | Danzig             | 276 095      | gdańska       | Gdańsk-Miasto (Danzig-Stadt)      | Wolne Miasto Gdańsk     |
|      | Gdynia            | Gotenhafen         | 105 117      | gdańska       | Gdynia-Miasto (Gotenhafen-Stadt)  | Polska                  |
|      | Gniew             | Mewe               | 3625         | gdańska       | tczewski (Dirschau)               | Polska                  |
|      | Kartuzy           | Karthaus           | 6024         | gdańska       | kartuski (Karthaus)               | Polska                  |
|      | Kościerzyna       | Berent             | 8385         | gdańska       | kościerski (Berent)               | Polska                  |
|      | Nowy Dwór Gdański | Tiegenhof          | 4295         | gdańska       | Wielkie Żuławy (Großes Werder)    | Wolne Miasto Gdańsk     |
|      | Nowy Staw         | Neuteich           | 4120         | gdańska       | Wielkie Żuławy (Großes Werder)    | Wolne Miasto Gdańsk     |
|      | Pelplin           | Pelplin            | 5295         | gdańska       | tczewski (Dirschau)               | Polska                  |
|      | Puck              | Putzig             | 4712         | gdańska       | wejherowski (Neustadt)            | Polska                  |
|      | Skarszewy         | Schöneck           | 3460         | gdańska       | kościerski (Berent)               | Polska                  |
|      | Skórcz            | Großwollental      | 3254         | gdańska       | starogardzki (Preußisch Stargard) | Polska                  |
|      | Sopot             | Zoppot             | 30 194       | gdańska       | Sopot-Miasto (Zoppot-Stadt)       | Wolne Miasto Gdańsk     |
|      | Starogard Gdański | Preußisch Stargard | 17 985       | gdańska       | starogardzki (Preußisch Stargard) | Polska                  |
|      | Tczew             | Dirschau           | 25 689       | gdańska       | tczewski (Dirschau)               | Polska                  |
|      | Tolkmicko         | Tolkemit           | 3942         | gdańska       | elbląski (Elbing)                 | Niemcy                  |
|      | Wejherowo         | Neustadt           | 16 490       | gdańska       | wejherowski (Neustadt)            | Polska                  |